# Nomosphecia zebroides
Nomosphecia zebroides är en stekelart som först beskrevs av Krieger 1906.  Nomosphecia zebroides ingår i släktet Nomosphecia och familjen brokparasitsteklar. Utöver nominatformen finns också underarten N. z. indica.